# Egyptische tempel
Egyptische tempel is een verzamelnaam voor verschillende soorten tempels uit het oude Egypte: de Egyptische cultustempel, de dodentempel en de zonnetempel. De tempel was een burcht voor de netjeru, waar een specifieke god, of ook koning, werd aanbeden en offers werden gebracht. Per was de benaming voor het tempeldomein als geheel, inclusief landerijen.

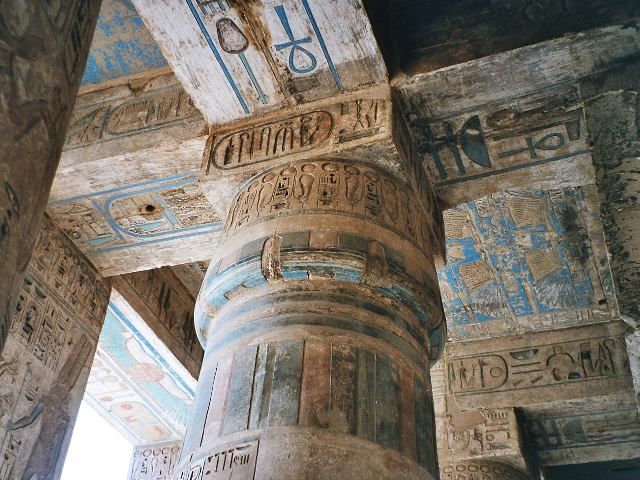
In de tempel van Medinet Haboe

## Drie soorten tempels

### Cultustempel

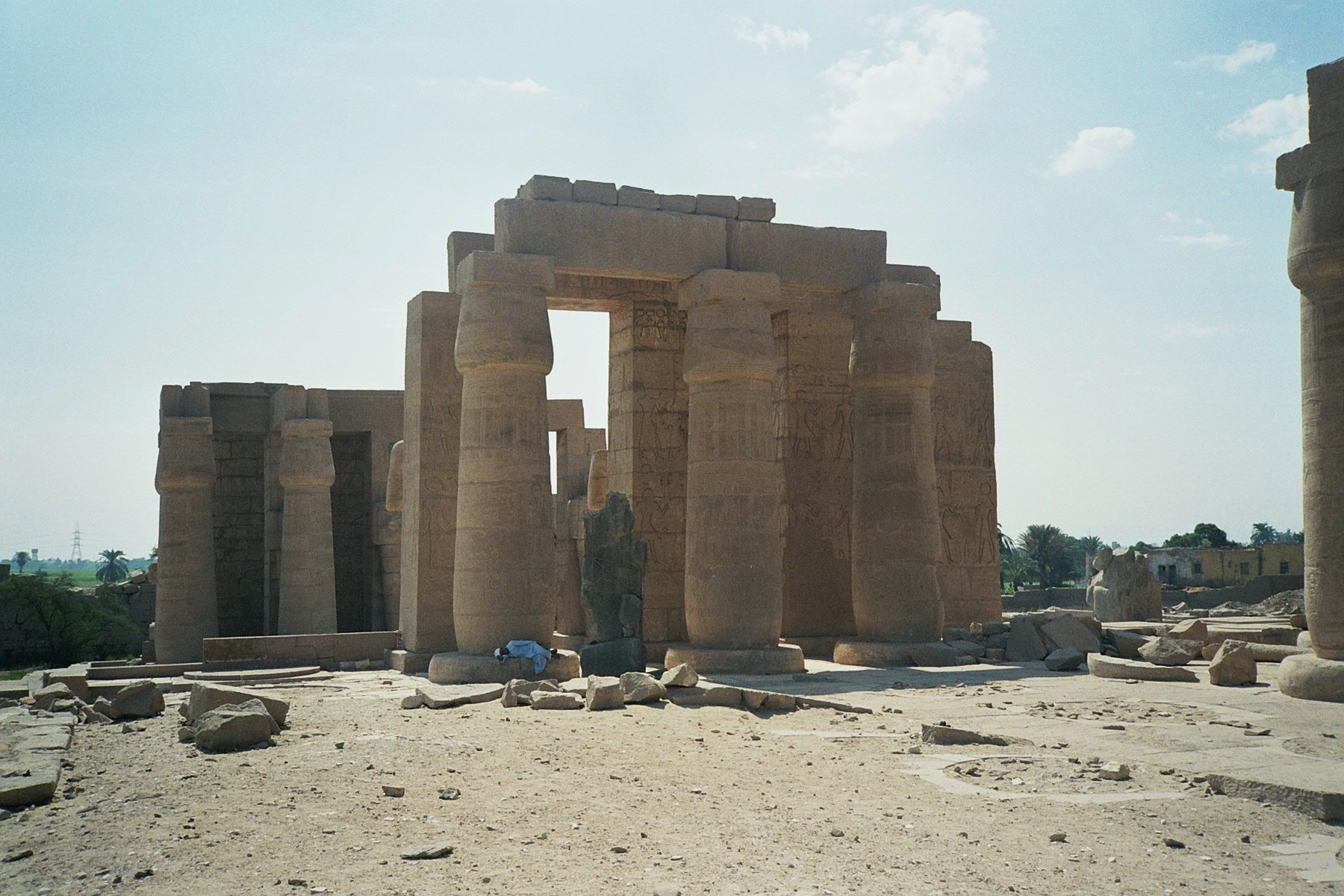
Ramesseum

De Egyptische cultustempel was een wachtkamer (in de vorm van een burcht) voor de Egyptische goden die er op aarde in woonden. De farao’s bouwden deze tempels voor hen. Als de goden ze aanvaardden en in het allerheiligste van de tempel (het middelpunt van het complex, cf. Griekse naos) neerdaalden en zich daar met hun beeld van goud of zilver verenigden, waren geluk, orde en welvaart verzekerd. De reusachtige heiligdommen staken boven alle andere gebouwen uit. Een hoge muur omzoomde het gebied, waarbij ook graanschuren, priesterwoningen, een bibliotheek en een schrijversschool hoorden. Deze lemen panden zijn al lang geleden verdwenen.
De plattegrond van de godenhuizen waren allen min of meer hetzelfde: vanuit de poort leidde via de middenas een rechte weg door meerdere zalen naar de kamer waar het beeld van de god stond. Deze kamer was gesitueerd in het hart van de tempel, precies op de middenas en zo ver mogelijk verwijderd van de ingang. Tussen de entree en de god lagen vele zalen waarvan alleen de eerste zaal, vlak achter de pylonen, toegankelijk was voor het volk. Daarachter volgde een reusachtige zuilenhal die naar de offertafelruimte, de barkenruimte (tijdens processies werd het godenbeeld door de priesters in een bark rondgedragen) en uiteindelijk naar de god leidde. Soms wilde een farao een tempel van zijn voorganger vergroten. Hij kon ervoor kiezen om alles te herbouwen of hij liet voor de oude voorhof nog een zuilenhal, een open hof en een paar pylonen bouwen.
De indrukwekkende pylonen aan beide zijden van de tempelpoort waren kenmerkend sinds de 11e dynastie (± 2040 v.Chr.). Grote hiërogliefen werden in deze brede torens gebeiteld waarop de farao met de zweep ‘de vijanden slaat’ ter afschrikking en afwending van gevaar voor tempel en land. Aan de buitenkant van de godenburcht stonden vier of twee houten palen met vlaggen tegen de pyloon aan. Even voor de pyloon stonden twee obelisken en als oprit waren er sfinxen in de symboliek van god die er werd vereerd.

### Dodentempel

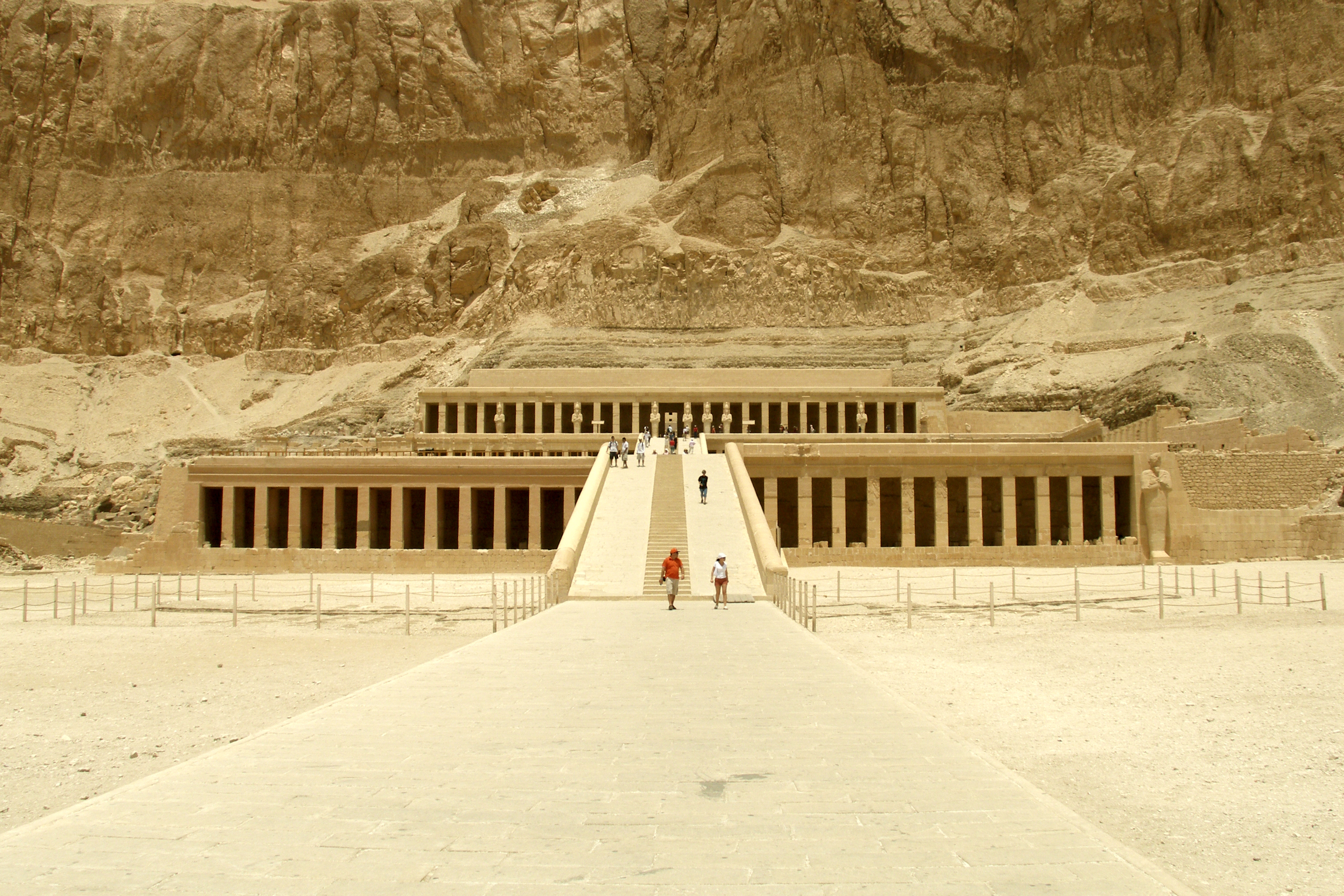
Dodentempel van farao Hatsjepsoet.

De dodentempel van een farao was een tempel waarin de cultus voor het eeuwige leven van de farao werd onderhouden. De offers voor deze cultus werden geleverd door de funeraire domeinen die voor de farao waren voorzien. De dagelijkse cultus werd onderhouden in de daltempel die aan het begin van de processieweg was gelegen die leidde naar de dodentempel aan de voet van de piramide of in de buurt van een rotsgraf.
Doordat de tempel noodzakelijk was om de farao toegang te geven tot het hiernamaals werd er vrijwel direct na de troonsbestijging van een nieuwe farao begonnen met de bouw. De dodentempel werd daarnaast soms gebruikt voor ceremonies als de farao nog leefde, zoals rituelen om zijn goddelijkheid te bekrachtigen. Men geloofde dat de farao na zijn dood één werd met de goden en net als zij een huis op aarde nodig had waarnaar zijn ka-ziel kon terugkeren om onderhouden te worden met voedselgaven. Waar beelden van goden en godinnen werden geplaatst bij de cultustempels, zo werd er een beeld van de farao geplaatst in zijn dodentempel om er offergaven te brengen.
In de belangrijkste periode van de piramidebouw, het Oude Rijk, waren dodentempels een wezenlijk onderdeel van het piramidecomplex. Ze stonden naar de opkomende zon gericht aan de oostzijde van de piramide. Tijdens het Nieuwe Rijk werden de farao's begraven in de wat afgelegen Vallei der Koningen. Daar bouwde men hun dodentempels op enige afstand van hun graven. Er zijn slechts weinig dodentempels intact gebleven. Reden hiervoor is het feit dat veel farao's materialen van de dodentempels van hun voorgangers gebruikten om hun eigen dodentempel mee te bouwen.

### Zonnetempel
Zonnetempels waren tempels die specifiek gericht waren op de cultus van de zon/Re. Ze werden gebouwd in de 5e dynastie onder de farao's die sterk met de zonnecultus begaan waren. Er zouden zes zonnetempels gebouwd zijn, maar nu hebben we er nog maar twee kunnen lokaliseren: van Oeserkaf (zonnetempel van Oeserkaf) en de best bewaarde van Nioeserre (zonnetempel van Nioeserre), die onder andere een obelisk bevat.

## Oorsprong van de tempel

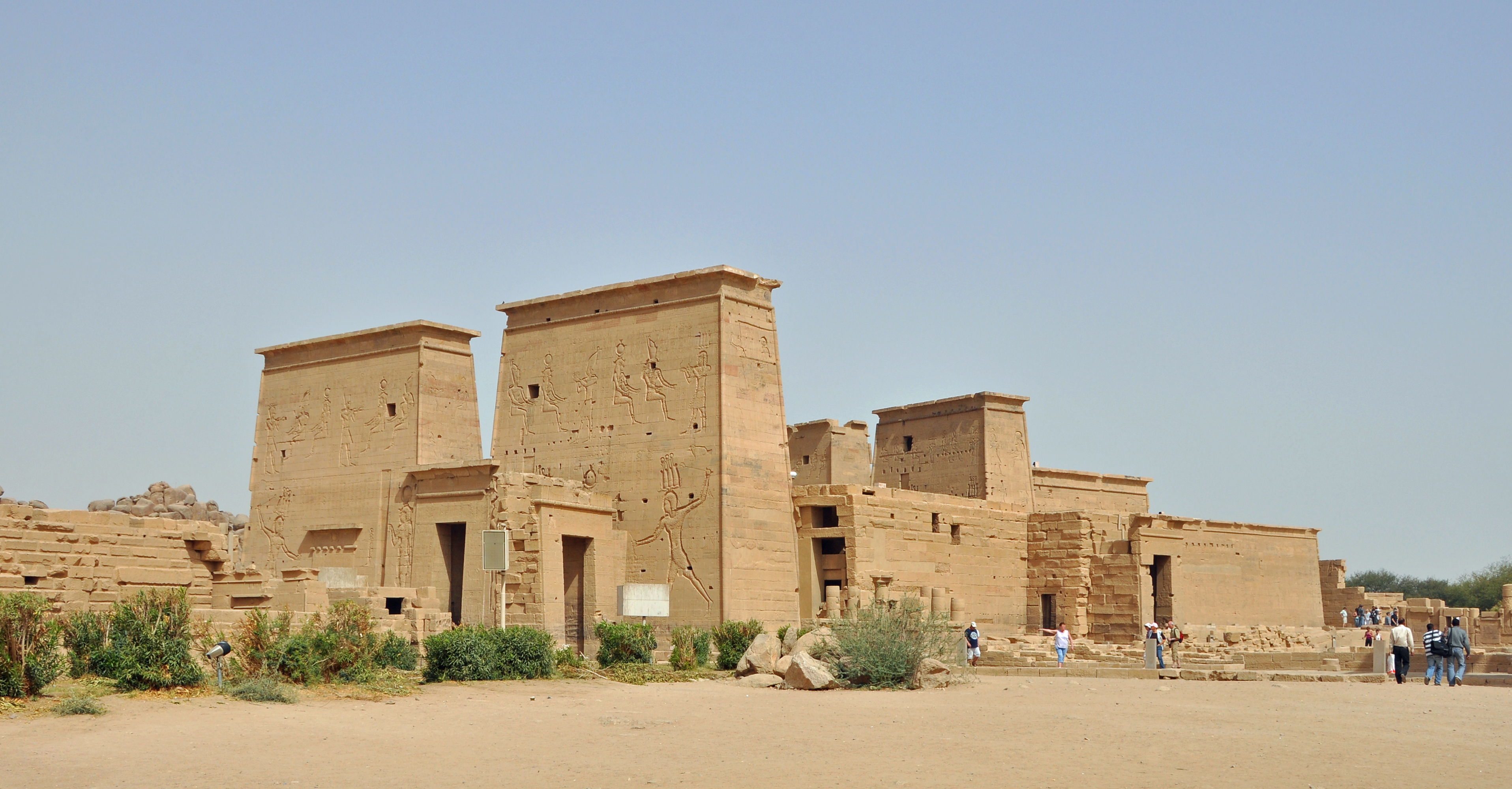
Isistempel op Philae

Het woord 'tempel' is het Europese equivalent van wat bij de Oude Egyptenaren Hut werd genoemd, een kasteel of burcht als verblijf van de godheid ('netjer'). Het 'hut' ziet eruit als het paleis van een farao, die zelf ook een netjer is. Rondom ligt het 'per', het domein van de hofhouding. Het per van de tempel voor Amon was 2000 km² in omvang. Het was bedoeld voor een complete huishouding en omvatte, naast alle dependances, een scriptorium, anch-huis (of het 'per-anch' waar onderwijs werd gegeven), een keuken, ateliers, opslagplaatsen, stallingen, boerderijen enz. Het geheel was vergelijkbaar met een christelijke abdij. Tot wel 80.000 mensen leefden op van dit domein in een georganiseerd verband van dienstverlening. Behalve het hut en het per was er nog de 'achet'. De achet was de horizon van de netjer. Meestal was deze verbonden met de zon.
De eerste tempels waren afgebakende plaatsen uit riet en leem, gebouwd in een soort huifkarvorm met een omheinde voorruimte. In de delta gebruikte men papyrusstengels van wel vier tot vijf meter hoog die in grote bogen werden gevlochten, in het zuiden was men eerder op leemtegels aangewezen voor de constructie. Dat leidde tot twee verschillende vormen: de 'per nu' en de 'per we'.
De farao was de enige die tempels kon bouwen en met de netjer communiceren. Hij werd dan ook symbolisch op dezelfde grootte afgebeeld als de netjer. Andere mensen werden altijd veel kleiner afgebeeld.
De oude constructievorm werd behouden toen men op stenen constructies overstapte. In bijvoorbeeld het tempelcomplex van Djoser is deze vorm nog goed te herkennen. Een vast terugkerend grondplan was er niet tot de komst van de Hyksos. De tempel bestond uit drie opeenvolgende ruimten, een min of meer ruim ommuurd voorplein of ontvangstruimte, daarachter een beperkt toegankelijke jubelruimte, en vervolgens de naos, die enkel voor de farao of zijn vertegenwoordiger toegankelijk was.
De hypostyle zalen bevatten bouwkundig duidelijk te veel zuilen om het plafond te schragen, ook al bestaat dat uit reusachtige stenen platen. Maar de betekenis hiervan is symbolisch en herinnert aan de eerste tijden van het rietbos. Bovenaan de zuilen ziet men vaak zelfs een kikker afgebeeld. Het ruisen van het riet, door de wind, of omdat er zich een rund door bewoog, werd als een signaal voor de aanwezigheid van een netjer beschouwd. De vorm van de zuilen duidt eveneens op die van papyrusstengels. In Dendera werd in deze zaal het tempelonderricht gegeven.

## Functie van de tempel
De tempel diende op de eerste plaats als 'huis' voor de netjer, maar eveneens voor het dagelijks uitvoeren van de rituelen die de netjer moesten gunstig stemmen ('rustig maken') door hem of haar te bedanken, en tegelijk aan te sporen om nieuwe gaven over het land en de mensen uit te storten. De farao of zijn vertegenwoordiger voltrok dit ritueel in veertien stappen. Op de tempelwanden stonden steekwoorden, die als eerste woord voor een ritueel dienden of als samenvatting ervan. Het vervolg stond meer uitgebreid op papyri. In de grote cultustempels is op de muren vooral sprake van het handhaven van de kosmische orde, de maät. Buiten de tempelmuren, en ertegen aangebouwd, stonden leemtegel kapelconstructies voor het volk. Mensen verrichten ook pelgrimstochten naar belangrijke tempels en brachten eventueel een nacht door in de zuilengalerij ('tempelslaap') om in hun dromen contact met de netjer te hebben en diens raad te bekomen. De slaap werd als een voorafspiegeling van de dood beschouwd, waarmee men in de dimensie van de netjeru terechtkwam.

Eenmaal per jaar werd het cultusbeeld uit de naos gehaald en naar het tempeldak gebracht, nadat de farao het had gezuiverd en nieuwe gewaden gegeven.

Op het tempeldak waren vaak permanente of tijdelijke kapellen gebouwd. Het cultusbeeld bleef eerst een tijd in de volle zon staan schitteren vlak voor zulke kapel, om er daarna tijdelijk in gezet te worden. Het had dan weer voldoende energie opgenomen om te functioneren. Bij het dagelijks ritueel bleef het beeld in de naos.